# Greg Vaughan
Pour les articles homonymes, voir Vaughan.
James Gregory Vaughan Jr., né le 15 juin 1973 à Dallas au Texas, est un acteur et ancien mannequin américain.

## Vie privée
Il a épousé le mannequin et actrice hollandaise Touriya Haoud le 4 juin 2006. Le couple a trois fils : Jathan James (né le 4 mai 2007), Cavan Thomas (né le 19 janvier 2010), et Landan Reid (né le 5 mars 2012).
Le 14 avril 2014, ils ont annoncé leur séparation; ils ont ensuite divorcé.
Il se fiance à l'actrice Angie Harmon le 25 décembre 2019,. Le couple se sépare en juillet 2021.

## Carrière
Il débute à la télévision en 1996 dans un épisode d'Alerte à Malibu, Couleur Pacifique  et il obtient un rôle dans Beverly Hills 90210 jusqu'à l'année suivante, où il joue au cinéma dans Fleur de poison III. Cette même année, il joue dans un épisode de Buffy contre les vampires.
Entre 1999 et 2000, il joue dans la deuxième saison de Charmed.
En 2002 et 2003, il tourne dans Les Feux de l'amour où il interprète le rôle de Diego, le frère de Raul.
En 2010, il tourne dans le film Sebastian aux côtés de Daeg Faerch et Betsy Rue.

## Filmographie

### Cinéma

#### Longs métrages
- 1997 : Fleur de poison III (Poison Ivy : The New Seduction) de Kurt Voss : Michael
- 1998 : Les Démons du maïs 5 : La Secte des damnés (Children of the Corn V : Fields of Terror) d'Ethan Wiley : Tycus
- 1998 : Stuart Bliss de Neil Grieve : Le caissier
- 2011 : Sebastian de Gregori J. Martin : Dr David Zigler
- 2013 : Playdate de Melanie Mayron : Ben
- 2013 : Someone to Love de Leila Djansi : Corinth

#### Court métrage
- 2002 : For Mature Audiences Only de Colleen McGuinness : Sam

#### Séries télévisées
- 1996 : Alerte à Malibu (Baywatch) : Un cowboy
- 1996 : Couleur Pacifique (Malibu Shores) : Josh Walker
- 1996 - 1997 : Beverly Hills 90210 : Cliff Yeager
- 1997 : Buffy contre les vampires (Buffy, the Vampire Slayer) : Richard Anderson
- 1998 : La croisière s'amuse, nouvelle vague (The Love Boat : The Next Wave) : Tom
- 1998 : Pacific Blue : Trent Spence
- 1998 : Mortal Kombat : Conquest : Kebral
- 1999 : Legacy : Tom Stanton
- 1999 : Casualty : Jack Phillips
- 1999 - 2000 : Charmed : Dan Gordon
- 2000 : Nash Bridges : Josh Avery
- 2002 : Sabrina, l'apprentie sorcière (Sabrina, the Teenage Witch) : Peter
- 2002 : L'île de l'étrange (Glory Days) : L'avocat
- 2002 : Will et Grace (Will & Grace) : L'homme sexy
- 2002 - 2003 : Les Feux de l'amour (The Young & the Retless) : Diego Guttierez
- 2003 : Une famille presque parfaite (Still Standing) : Trevor
- 2003 - 2009 : Hôpital central (General Hospital) : Lucas "Lucky" Spencer
- 2010 : 90210 Beverly Hills : Nouvelle Génération (90210) : Kai
- 2011 : The Closer : L.A. enquêtes prioritaires (The Closer) : Officier Wagner
- 2012 : GCB : Bill Vaughan
- 2012 - présent : Des jours et des vies (Days of our Lives) : Éric Brady
- 2015 : Extant : L'homme sexy
- 2016 : Lucifer : Mr Russell
- 2016 - 2019 : Queen Sugar : Calvin

#### Téléfilms
- 2011 : Noël au Far West (Love's Christmas Journey) de David S. Cass Sr. : Aaron Davis
- 2011 : Borderline Murder d'Andrew C. Erin : Ray Sullivan
- 2013 : Cœurs de braise (Two In) d'Ernie Barbarash : Jeff Sinclair
- 2015 : Le message de Noël (The Christmas Note) de Terry Ingram : Kyle Daniels
- 2017 : À la recherche de l'âme sœur (Valentine's Again) de Steven R. Monroe : Danny
- 2017 : Un Noël pour se retrouver (A Very Country Christmas) de Justin G. Dyck : Billy Gunther
- 2019 : Un mariage rock'n'roll (A Very Country Wedding) de Justin G. Dyck : Billy Gunther

## Distinctions

### Nominations
- 2003 : Soap Opera Digest Awards du meilleur espoir masculin dans une série télévisée dramatique pour Les Feux de l'amour (The Young & the Retless) (2002-2003).
- 2020 : Soap Hub Awards de l'acteur préféré dans une série télévisée dramatique pour Des jours et des vies (Days of our Lives) (2012-).

### Récompenses
- 45e cérémonie des Daytime Emmy Awards 2018 : Meilleur acteur dans un second rôle dans une série télévisée dramatique pour Des jours et des vies (Days of our Lives) (2012-).